# Moctezuma (mytologisk gestalt)
Moctezuma, även Montezuma, var enligt navajoindianernas tradition människornas skapare och välgörare. Han ska ha levt ett stormigt liv innan han drog sig tillbaka till underjorden. Möjligen övertog navajoindianerna namnet Moctezuma från aztekerna. 